# Oskar Repka
Oskar Repka (Bydgoszcz, 3 gennaio 1999) è un calciatore polacco, centrocampista del Raków Częstochowa.

## Carriera

### Club
Ha iniziato a giocare a calcio nel settore giovanile del Zawisza Bydgoszcz per poi firmare un contratto nel 2016 con i tedeschi del Karlsruhe. Dopo due stagioni con l'Under-19 è tornato in Polonia fra le fila dell'Arka Gdynia, che lo ha subito girato in prestito al Chrobry Głogów; ha debuttato a livello professionistico il 25 settembre 2018 nell'incontro di Coppa di Polonia vinto 8-0 contro il Polonia Glubczyce.
Il 23 luglio 2019 è stato acquistato a titolo definitivo dal Pogoń Siedlce con cui ha trascorso due stagioni in seconda divisione. Successivamente ha firmato con il GKS Katowice con cui dopo tre stagioni ha conquistato la promozione in Ekstraklasa. Ha debuttato nella massima divisione polacca il 20 luglio 2024 nella partita persa 2-1 contro il Radomiak Radom ed ha segnato il suo primo gol stagionale il 26 agosto contro il Jagiellonia.

### Nazionale
Ha giocato nelle nazionali giovanili polacche Under-18, Under-19 ed Under-20.
Il 27 maggio 2025 ha ricevuto la prima convocazione con la nazionale maggiore in vista delle partite contro Moldavia e Finlandia.

## Statistiche

### Presenze e reti nei club
Statistiche aggiornate al 9 giugno 2025.
| Stagione             | Squadra              | Campionato           | Campionato | Campionato | Coppe nazionali | Coppe nazionali | Coppe nazionali | Coppe continentali | Coppe continentali | Coppe continentali | Altre coppe | Altre coppe | Altre coppe | Totale | Totale | Totale |
| Stagione             | Squadra              | Comp                 | Pres       | Reti       | Comp            | Pres            | Reti            | Comp               | Pres               | Reti               | Comp        | Pres        | Reti        | Pres   | Reti   |        |
| -------------------- | -------------------- | -------------------- | ---------- | ---------- | --------------- | --------------- | --------------- | ------------------ | ------------------ | ------------------ | ----------- | ----------- | ----------- | ------ | ------ | ------ |
| 2018-2019            | Chrobry Głogów       | 1L                   | 15         | 2          | CP              | 2               | 0               | -                  | -                  | -                  | -           | -           | -           | 17     | 2      |        |
| 2019-2020            | Pogoń Siedlce        | 2L                   | 22         | 2          | CP              | 1               | 0               | -                  | -                  | -                  | -           | -           | -           | 23     | 2      |        |
| 2020-2021            | Pogoń Siedlce        | 2L                   | 26         | 3          | CP              | 0               | 0               | -                  | -                  | -                  | -           | -           | -           | 26     | 3      |        |
| Totale Pogoń Siedlce | Totale Pogoń Siedlce | Totale Pogoń Siedlce | 48         | 5          |                 | 1               | 0               |                    | -                  | -                  |             | -           | -           | 49     | 5      |        |
| 2021-2022            | GKS Katowice         | 1L                   | 19         | 1          | CP              | 2               | 0               | -                  | -                  | -                  | -           | -           | -           | 21     | 1      |        |
| 2022-2023            | GKS Katowice         | 1L                   | 23         | 1          | CP              | 1               | 0               | -                  | -                  | -                  | -           | -           | -           | 24     | 1      |        |
| 2023-2024            | GKS Katowice         | 1L                   | 32         | 3          | CP              | 1               | 0               | -                  | -                  | -                  | -           | -           | -           | 33     | 3      |        |
| 2024-2025            | GKS Katowice         | EK                   | 33         | 8          | CP              | 2               | 0               | -                  | -                  | -                  | -           | -           | -           | 35     | 8      |        |
| Totale carriera      | Totale carriera      | Totale carriera      | 170        | 20         |                 | 9               | 0               |                    | -                  | -                  |             | -           | -           | 179    | 20     |        |